# Cameraria walsinghami
Cameraria walsinghami är en fjärilsart som beskrevs av Paul A. Opler och Davis 1981. Cameraria walsinghami ingår i släktet Cameraria och familjen styltmalar. Inga underarter finns listade i Catalogue of Life.